# Развитие в застой
„Развитие в застой“ (в оригинал на английски: Arrested Development) е американски телевизионен ситком (ситуационна комедия), създаден от Мичъл Хъруитц. 
Сюжетът се гради около преживяванията на измисленото обедняло и тънещо в несъгласия семейство Блут.  Шоуто върви в непрекъснат формат (т.е. всеки епизод следва хронологично предишния), като включва в себе си видеокартина, снимана с преносима камера, разказвач, фалшиви архивни документи и фалшиви исторически видеозаписи.

## „Развитие в застой“ в САЩ
Общо има 68 епизода. За пръв път се излъчва по телевизионния канал Fox в продължение на 3 сезона от 2 ноември 2003 до 10 февруари 2006 г. Четвърти сезон, съставен от 15 епизода, е пуснат в Netflix на 26 май 2013 г.  Планиран е филм по сериала и последващ пети сезон.
Печели множество награди, сред които се нареждат 6 награди Еми за предаване в основното време за излъчване (обикновено това е времето между 20:00 ч. и 22:30 ч.) и една награда „Златен глобус“.

## „Развитие в застой“ в България
В България сериалът е излъчен за първи път по Fox Life. Повторенията са излъчвани по bTV и bTV Comedy.
Дублажът е на студио Александра Аудио. Ролите се озвучават от артистите Ася Рачева, Елена Бозова, Христо Узунов и Здравко Методиев.